# Jimmy Stewart
Jimmy Stewart, britanski dirkač Formule 1, * 6. marec 1931, Milton, West Dunbartonshire, Škotska, † 3. januar 2008, Škotska.
Jimmy Stewart je pokojni britanski dirkač Formule 1. V svoji karieri je nastopil le na domači dirki za  Veliko nagrado Velike Britanije v sezoni 1953, ko je z dirkalnikom Cooper T20 odstopil v devetinsedemdesetem krogu, ker je zletel s steze. Umrl je 3. januarja 2008.

## Popolni rezultati Formule 1
(legenda) (odebeljene dirke pomenijo najboljši štartni položaj, poševne pa najhitrejši krog, †-uvrščen kljub odstopu)
| Leto | Moštvo        | Šasija     | Motor              | 1   | 2   | 3   | 4   | 5   | 6      | 7   | 8   | 9   | Prv | Toč |
| ---- | ------------- | ---------- | ------------------ | --- | --- | --- | --- | --- | ------ | --- | --- | --- | --- | --- |
| 1953 | Ecurie Ecosse | Cooper T20 | Bristol Straight-6 | ARG | 500 | NIZ | BEL | FRA | VB Ret | NEM | ŠVI | ITA | -   | 0   |